# Diego Tristán
Diego Tristán Herrera, né le 5 janvier 1976 à La Algaba (Espagne), est un footballeur espagnol qui évoluait au poste d'attaquant. Il possède 15 sélections (4 buts) en équipe d'Espagne.

## Biographie
Diego commença sa carrière professionnelle au sein de l'équipe B du Real Betis en 1995. Puis, il décida de rejoindre le RCD Majorque, tout d'abord en équipe B pour la saison 1998 - 1999, puis en équipe première pour la saison 1999 - 2000 où il se révèle. Il décide ainsi de signer au Deportivo La Corogne où il explose réellement. Il découvre ainsi l'équipe nationale en 2001 et devient Pichichi (meilleur buteur de la Liga) en 2002 avec 21 buts. Il gagne avec le club galicien ce qui demeurent ses seuls trophées à ce jour : une Coupe du Roi en 2002 et deux Supercoupe d'Espagne en 2000 et 2002. Après 6 années de bon et loyaux services, il quitte le Dépor. 
Diego décide ainsi de faire son retour à Majorque, où il connaîtra une saison catastrophique : très peu titulaire, il ne disputera que 13 rencontres pour aucun but marqué. En fin de contrat, il décide ainsi de s'engager avec le club italien de l'AS Livourne pour la saison 2007 - 2008.

## Parcours livournais
Diego connaît des débuts difficiles à Livourne, dus notamment à la féroce concurrence en attaque de joueurs tels que Fausto Rossini, Francesco Tavano, Alessandro Diamanti, Francesco Volpe ou encore Erjon Bogdani. Finalement, après l'éviction de Fernando Orsi et l'arrivée de Giancarlo Camolese au poste d'entraîneur, Tristán revient en forme et fait partie des titulaires à la pointe de l'attaque amaranto, au côté de Francesco Tavano. Il inscrit son premier but face à l'AS Rome, le 9 décembre 2007. Finalement, il perd peu à peu sa place de titulaire au détriment de la star montante Alessandro Diamanti et n'inscrit plus le moindre but sous le maillot livournais. Il n'est donc pas prolongé par le club.

## Nouveau club, nouveau championnat
Après la fin de son aventure italienne, Diego ne trouve pas preneur durant le mercato estival. Il faut attendre que Gianfranco Zola, le récent manager général de West Ham, l'amène à faire un essai au sein de son club fin septembre. En effet, l'entraîneur italien recherche un renfort d'expérience pour pallier la longue blessure de Dean Ashton, l'attaquant anglais. Après un essai concluant, le joueur s'engage en faveur des hammers début octobre 2008. Le nouveau n°25 du club londonien inscrira son premier but le 28 décembre, donnant ainsi la victoire pour son équipe face à Stoke City (2 - 1). Malgré cela, il n'est pas conservé par West Ham et signe fin juillet 2009, en faveur du Cadix CF. Il met un terme à sa carrière en 2010.

## Retour et reconversion au Betis Séville
Retraité, Diego rejoint son ancien club formateur du Betis Séville, le joueur est entré début septembre 2011 dans l’organigramme du club afin de venir encadrer et épauler les jeunes.

## Équipe nationale
Diego Tristán a connu sa première sélection avec la roja le 2 juin 2001 contre la Bosnie-Herzégovine dans une rencontre remportée 4 - 1 par l'Espagne. En tout, il a été sélectionné 15 fois pour 4 buts marqués. Il participa à la Coupe du monde 2002 en Corée du Sud et au Japon où l'Espagne atteignit les quarts de finale.

## Carrière
- 1995-1998 :  Betis Séville
- 1998-2000 :  RCD Majorque
- 2000-2006 :  Deportivo La Corogne
- 2006-2007 :  RCD Majorque
- 2007-2008 :  Livourne Calcio
- 2008-2009 :  West Ham
- 2009-2010 :  Cadix CF[4],[5]

## Palmarès
- Meilleur buteur du Championnat d'Espagne 2002 (Deportivo La Corogne)
- Vainqueur de la Coupe d'Espagne en 2002 (Deportivo La Corogne)
- Vainqueur de la Supercoupe d'Espagne en 2000 et 2002 (Deportivo La Corogne)